# Erika Pelikowsky

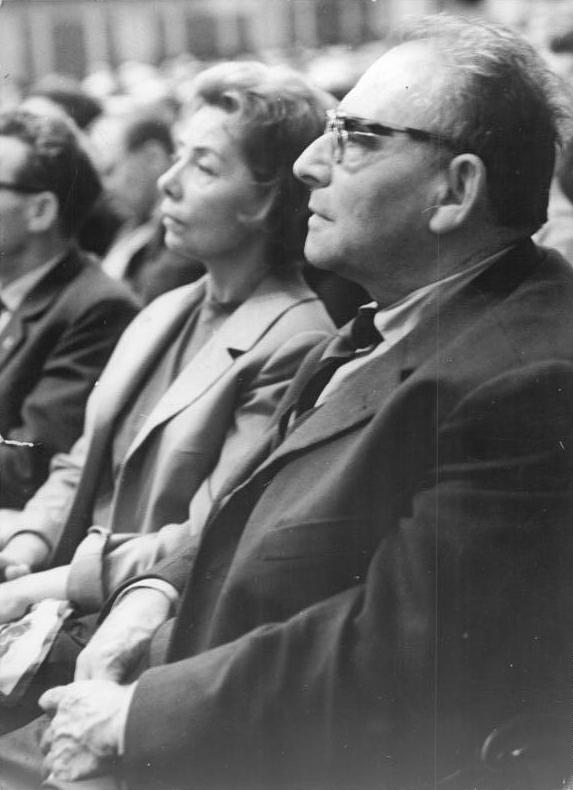
Erika Pelikowsky mit Regisseur, Schauspieler und Ehemann Wolfgang Heinz 1961

Erika Pelikowsky (* 18. Jänner 1916 in Wien; † 21. Februar 1990 ebenda) war eine österreichische Schauspielerin.

## Leben
Erika Pelikowsky absolvierte ihre Schauspielausbildung am Max-Reinhardt-Seminar und arbeitete seit 1939 am Wiener Burgtheater. Nach einem Zwischenspiel am Berliner Schillertheater (1943/44) kehrte sie 1945 nach Wien zurück. Dort wirkte sie zunächst wieder am Burgtheater, danach am Volkstheater (1946, Baumeister Solness von Henrik Ibsen mit Albert Bassermann). Schließlich gehörte sie zum Ensemble des 1948 eröffneten Wiener Neuen Theaters in der Scala.

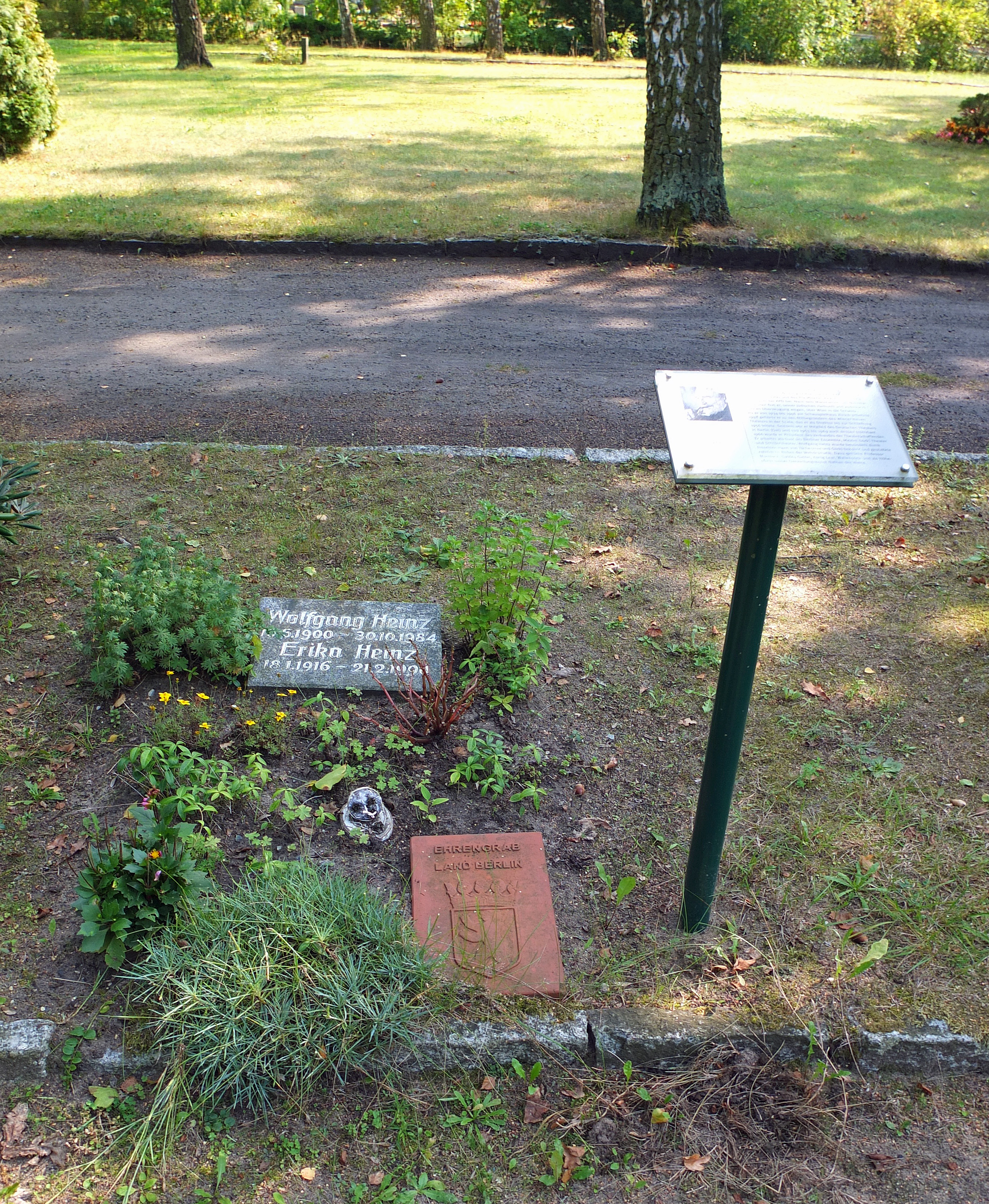
Grabstätte von Erika Pelikowsky-Heinz und Wolfgang Heinz auf dem Friedhof Adlershof in Berlin

Als Wolfgang Langhoff nach der Schließung der Neuen Scala die meisten der Schauspieler an das Deutsche Theater nach Ost-Berlin engagierte, war auch Pelikowsky darunter, die bereits seit 1951 hier in einigen Rollen gastiert hatte. Sie blieb bis zum Ende der DDR in Ostberlin, wo sie später auch an Bertolt Brechts Berliner Ensemble auftrat.
Neben ihren Theaterrollen wurde Pelikowsky durch zahlreiche Rollen in DEFA-Spielfilmen und Fernsehfilmen populär. Erika Pelikowsky-Heinz ist die Mutter von Gabriele Heinz und war die Ehefrau von Wolfgang Heinz.
Am 21. Februar 1990 verstarb Erika Pelikowsky im Alter von 74 Jahren. Sie ruht auf dem Friedhof Adlershof in Berlin.

## Filmografie (Auswahl)
- 1955: Herr Puntila und sein Knecht Matti
- 1960: Trübe Wasser
- 1962: Der Tod hat ein Gesicht
- 1963: Vanina Vanini (Fernsehfilm)
- 1963: Die Spur führt in den 7. Himmel (TV-Film in fünf Teilen)
- 1964: Pension Boulanka
- 1964: Der geteilte Himmel
- 1965: Die Abenteuer des Werner Holt
- 1966: Lebende Ware
- 1966/1971: Der verlorene Engel
- 1968: Wege übers Land (TV-Mehrteiler)
- 1968: Die Toten bleiben jung
- 1969: Der Engel im Visier (Fernsehfilm)
- 1969: Nebelnacht
- 1970: Jeder stirbt für sich allein (Fernsehfilm, 3 Teile)
- 1970: Unterwegs zu Lenin
- 1972: Der Dritte
- 1972: Die große Reise der Agathe Schweigert (Fernsehfilm)
- 1974: Der nackte Mann auf dem Sportplatz
- 1976: Beethoven – Tage aus einem Leben
- 1976: Daniel Druskat (Fernsehserie)
- 1977: Die Flucht
- 1978: Der Meisterdieb (Fernsehfilm)
- 1979: Abschied vom Frieden (Fernsehfilm)
- 1980: Levins Mühle
- 1980: Gevatter Tod (Fernsehfilm)
- 1980: Ungewöhnliche Entscheidung (Fernsehfilm)
- 1980: Muhme Mehle (Fernsehfilm)
- 1981: Furcht und Elend des Dritten Reiches (Fernsehfilm)
- 1984: Polizeiruf 110: Das vergessene Labor (TV-Reihe)
- 1985: Flug des Falken
- 1987: Einzug ins Paradies (Fernsehserie)

## Synchronrollen
- 1958: Marisa Merlini in Väter und Söhne als Ines Santarelli

## Theater
- 1951: Juri Burjakowski: Julius Fucik (Gustina Fucik) – Regie: Wolfgang Langhoff (Deutsches Theater Berlin)
- 1951: Johann Wolfgang von Goethe: Egmont (Klärchen) – Regie: Wolfgang Langhoff (Deutsches Theater Berlin)
- 1959: Maxim Gorki: Sommergäste (Marja) – Regie: Wolfgang Heinz (Deutsches Theater Berlin)
- 1961: Anton Tschechow: Der Kirschgarten (Ranjewskaja) – Regie: Wolfgang Heinz (Deutsches Theater Berlin)
- 1962: Oldřich Daněk: Die Heirat des Heiratschwindlers (Kamila) – Regie: Horst Drinda (Deutsches Theater Berlin – Kammerspiele)
- 1962: Friedrich Schiller: Wilhelm Tell (Armgard) – Regie: Wolfgang Langhoff (Deutsches Theater Berlin)
- 1962:George Bernard Shaw: Haus Herzenstod (Kapitänstochter Hesione) – Regie: Wolfgang Heinz (Deutsches Theater Berlin – Kammerspiele)
- 1963: Leo Tolstoi: Krieg und Frieden (Marja) – Regie: Wolfgang Heinz/Hannes Fischer (Volksbühne Berlin)
- 1965: Vercors: Zoo oder der menschenfreundliche Mörder – Regie: Bojan Danowski (Deutsches Theater Berlin – Kammerspiele)
- 1967: Maxim Gorki: Feinde (Frau Bardin) – Regie: Wolfgang Heinz (Deutsches Theater Berlin)
- 1967: Friedhold Bauer: Baran oder die Leute im Dorf (Bäuerin Knauer) – Regie: Friedo Solter (Deutsches Theater Berlin – Kammerspiele)
- 1968: Johann Wolfgang von Goethe: Faust. Der Tragödie erster Teil (Marthe Schwerdtlein) – Regie: Wolfgang Heinz/Adolf Dresen (Deutsches Theater Berlin)
- 1969: Mathias Braun (nach Euripides): Die Troerinnen (Hekuba) – Regie: Wolfgang Heinz (Deutsches Theater Berlin)
- 1971: Bertolt Brecht: Leben des Galilei (Frau Sarti) – Regie: Fritz Bennewitz (Berliner Ensemble)
- 1972: Erwin Strittmatter: Katzgraben (Großbäuerin) – Regie: B. K. Tragelehn (Berliner Ensemble)
- 1973: Bertolt Brecht: Turandot oder der Kongress der Weißwäscher – Regie: Wolfgang Pintzka/Peter Kupke (Berliner Ensemble)
- 1975: Karl Mickel: Celestina (Celestina) – Regie: Jürgen Pörschmann / Günter Schmidt (Berliner Ensemble)
- 1976: Bertolt Brecht: Der kaukasische Kreidekreis („Mütterchen Grusinien“) – Regie: Peter Kupke (Berliner Ensemble)
- 1977: Bertolt Brecht nach Jakob Michael Reinhold Lenz: Der Hofmeister (Majorin) – Regie: Peter Kupke (Berliner Ensemble)
- 1982: Friedrich Dürrenmatt: Die Physiker (von Zahnd) – Regie: Jochen Ziller (Berliner Ensemble)

## Hörspiele
- 1961: Reszö Szirmai: Jedermanns Weihnachtsbaum (Geschädigte) – Regie: Fritz-Ernst Fechner (Hörspiel – Rundfunk der DDR)
- 1963: Rolf Schneider: Der Ankläger (Jüdin) – Regie: Fritz Göhler (Hörspiel – Rundfunk der DDR)
- 1963: Alexander Ostrowski: Der Wald (Raissa Gurmyashskaja) – Regie: Hans Knötzsch (Hörspiel – Rundfunk der DDR)
- 1964: Ephraim Kishon: Der Blaumilchkanal (Eine Dame) – Regie: Helmut Hellstorff (Hörspiel – Rundfunk der DDR)
- 1965: Richard Groß: Der Experte ist tot (Astoria) – Regie: Wolfgang Brunecker (Hörspiel – Rundfunk der DDR)
- 1966: Bertolt Brecht: Das Verhör des Lukullus (Tertullia) – Regie: Kurt Veth (Rundfunk der DDR)
- 1967: Leonid Leonow: Professor Skutarewski (Anna Jewgrafowa) – Regie: Helmut Hellstorff (Hörspiel – Rundfunk der DDR)
- 1967: Leonid Leonow: Professor Skutarewski (Anna Jewgrafowna) – Regie: Helmut Hellstorff (Hörspiel – Rundfunk der DDR)
- 1970: Finn Havrevold: Katastrophe (Bittere Stimme) – Regie: Helmut Hellstorff (Hörspiel – Rundfunk der DDR)
- 1970: Tschingis Aitmatow: Die Straße des Sämanns (Tolganai) – Regie: Werner Grunow (Hörspiel – Rundfunk der DDR)
- 1970: Stephan Hermlin: Scardanelli (Die Gockin) – Regie: Fritz Göhler (Hörspiel – Rundfunk der DDR)
- 1971: Zofia Posmysz: Ave Maria (Alma) – Regie: Helmut Hellstorff (Hörspiel – Rundfunk der DDR)
- 1972: Jerzy Gieraltowsky: Minen und Eier (Tomuniova) – Regie: Zbigniew Kopalko (Hörspiel – Rundfunk der DDR)
- 1974: Giorgio Bandini: Der verschollene Krieger (Alte Frau) – Regie: Peter Groeger (Hörspiel – Rundfunk der DDR)
- 1974: James Ngugi: Der schwarze Eremit – Regie: Albrecht Surkau (Hörspiel – Rundfunk der DDR)
- 1974: Joachim Walther: Randbewohner – Regie: Werner Grunow (Hörspiel – Rundfunk der DDR)
- 1975: Gerhard Rentzsch: Der Nachlaß – Regie: Joachim Staritz (Hörspiel – Rundfunk der DDR)
- 1977: Carlos Coutinho: Die letzte Woche vor dem Fest (Delfina) – Regie: Helmut Hellstorff (Hörspiel – Rundfunk der DDR)
- 1981: Alexander Kuprin: Olessja (Manulicha) – Regie: Norbert Speer (Kinderhörspiel – Rundfunk der DDR)
- 1984: Charles Perrault: Riquet und Mirabelle (Hofdame, am Hof Prinzessin Mirabelles) – Regie: Karin Lorenz (Kinderhörspiel – Litera)